# Aleksandra Kwaśniewska (piosenkarka)
Aleksandra Kwaśniewska – polska piosenkarka popowa i jazzowa. Od 2005 roku mieszka w Londynie, gdzie pracuje i pisze piosenki. Jej debiutancki album nosi tytuł Island Girl.

## Życiorys
Studiowała anglistykę na Uniwersytecie Wrocławskim, ale edukację muzyczną odebrała na Wydziale Jazzu w Belgii, gdzie wyjechała na stypendium. W Londynie ukończyła Szkołę Muzyki Popularnej oraz zaczęła studiować śpiew i kompozycję w Szkole dla Wokalistów. Specjalizuje się w jazzującym, delikatnym i emocjonalnym popie.
Wraz z formacją “The Belgian Sweets” nagrała debiutancką płytę, która została przyjęta wyjątkowo ciepło zarówno przez krytyków jak i słuchaczy. Album został zgłoszony w preselekcjach “Paszporty Polityki” oraz zdobył kilka nominacji w kategorii Jazzowej. Po wydaniu płyty zespół dał serię koncertów promujących płytę w Polsce, Belgii i Wielkiej Brytanii. W ramach tournée promującego płytę “Island Girl” w Wielkiej Brytanii, zespół zagrał w Ronnie Scott’s Bar, Royal National Theatre i Barbican Centre.

## Dyskografia
- Island Girl (2008, wyd. Traductio Music Ltd.)